# Преди да падне завесата
 Тази статия е за сборника.  За разказа вижте Преди да падне завесата (разказ).  
„Преди да падне завесата“ (на английски: His Last Bow) е сборник със 7 разказа на писателя Артър Конан Дойл за известния детектив Шерлок Холмс. Разказите са публикувани за пръв път като поредица в периода септември 1908 – 1917 г. в списание „Странд“.
Те са разказани в трето лице, а не както обикновено от страна на д-р Уотсън. Част от тях са шпионски истории, а не разследвания на убийства и мистерии. Публикуван по време на Първата световна война и съдържащ патриотични теми с герои – британски и германски шпиони, произведението се счита за част от пропагандата, предназначена да повдига морала на британските читатели. Сборникът е публикуван през октомври 1917 година в Англия от Джон Мъри, като са отпечатани 10 684 броя. По същото време е изданието на сборника в Ню Йорк от „GH Доран Ко“.
| Име                                  | Първо издание | Шерлок Холмс разследва ...                                                                                        |
| ------------------------------------ | ------------- | --- |
| Тигърът от Сан Педро                 | 1908          | ... загадъчното произшествие със Скот Екълс, който е поканен на гости от г-н Гарсия.                              |
| Червеният кръг                       | 1911          | ... необичайно поведение на наемател, който се крие, страхувайки се от отмъщение на мафията.                      |
| Кражбата на чертежите                | 1912          | ... изчезването на строго секретните чертежи на най-новата подводница.                                            |
| Детективът на смъртно легло          | 1913          | ... мистериозната смърт на Виктор Савидж, който умира от рядка болест, като самия детектив изведнъж се разболява. |
| Изчезването на лейди Франсис Карфакс | 1911          | ... изчезването на лейди Франсис Карфакс, която се оказва в ръцете на опасни мошеници.                            |
| Дяволският крак                      | 1910          | ... трагичната смърт на няколко души от загадъчно вещество.                                                       |
| Преди да падне завесата              | 1917          | ... дейността на главния немски шпионин във Великобритания преди Първата световна война.                          |